# 北大崎村
北大崎村（きたおおさきむら）は、かつて新潟県中頸城郡にあった村。

## 沿革
- 1889年（明治22年）4月1日 - 町村制の施行により、中頸城郡儀明村、上湯谷村、塩荷谷村、後谷村、向橋村、京田村、灰塚村、黒田村、朝日村、下馬場村、小滝村、上門前村、下中田村、上中田村、青木村及び地頭方村の区域をもって、中頸城郡北大崎村が発足する。
- 1901年（明治34年）11月1日 - 中頸城郡下ノ郷村及び北大崎村が合併して、中頸城郡金谷村が発足する。